# La Montagne aux mille regards

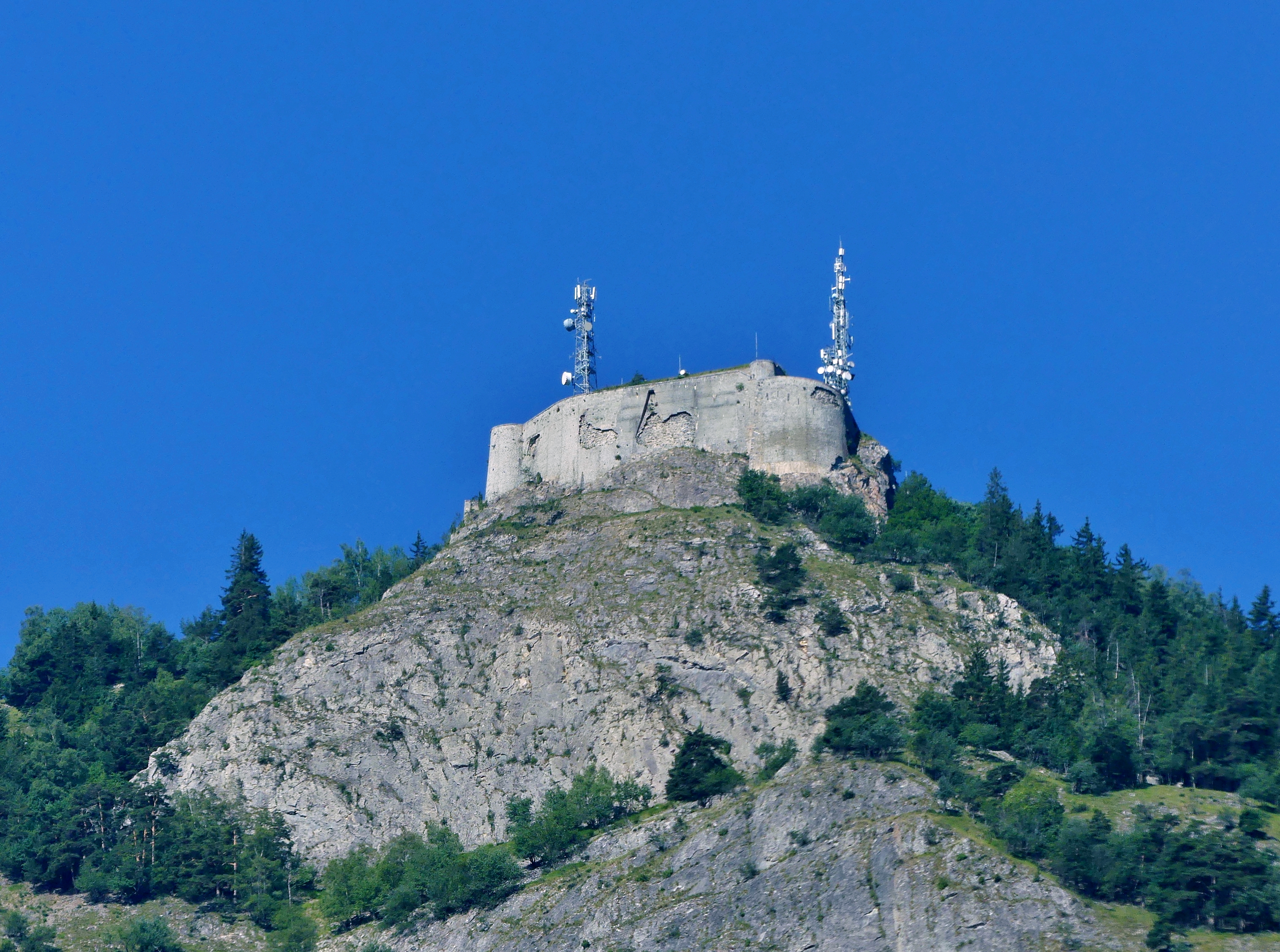
Die Zitadelle des Films in Valloire.

La Montagne aux mille regards (Der Berg der tausend Blicke) ist ein französischer Film unter der Regie von Bastien Verney aus dem Jahr 2021 nach einem Drehbuch von David Chamberod.

## Handlung
Während ihrer Sommerferien entscheiden sich Studenten, ein Ferienhaus im Tal der Maurienne zu besuchen, um ein Wochenende zu verbringen.
Sie besuchen schließlich die abgelegene Zitadelle, die ihnen immer geheimnisvoller erscheint, bevor sie verstehen, dass es sich um ein Spukschloss handelt und dass sie von einem Geheimbund namens confrérie des Lumières (Brüderschaft der Aufklärer) gefangen gehalten werden.

## Produktion und Veröffentlichung
Für Bastien Verney, ein französischer Filmkomponist, der zuvor erst in einem Low-Budget-Kurzfilm Regie geführt hatte, war es der erste Langfilm. Die Dreharbeiten begannen 2017 in Saint-Jean-de-Maurienne (Théâtre Gérard-Philipe). Des Weiteren wurden in den Gemeinden Valloire (Fort du Télégraphe), Chambéry (Universität Savoie Mont Blanc), Orelle (Museum der Hauptstadt), Saint-Michel-de-Maurienne, Modane (Bahnhof) und Saint-Martin-de-la-Porte gedreht. Die Rollen sind mit nichtprofessionellen Schauspielern besetzt. 
Die Premiere des Films fand am 29. Dezember 2021 im Kino Les Gentianes in Valloire statt. Der Film wurde in der Folge in einigen Kulturzentren, Kinos oder Filmclubs in Savoyen aufgeführt.